# Nedabylice
Nedabylice ist eine mittelalterliche Dorfwüstung auf dem Gebiet der Gemeinde Chýšť im Okres Pardubice, Tschechien.

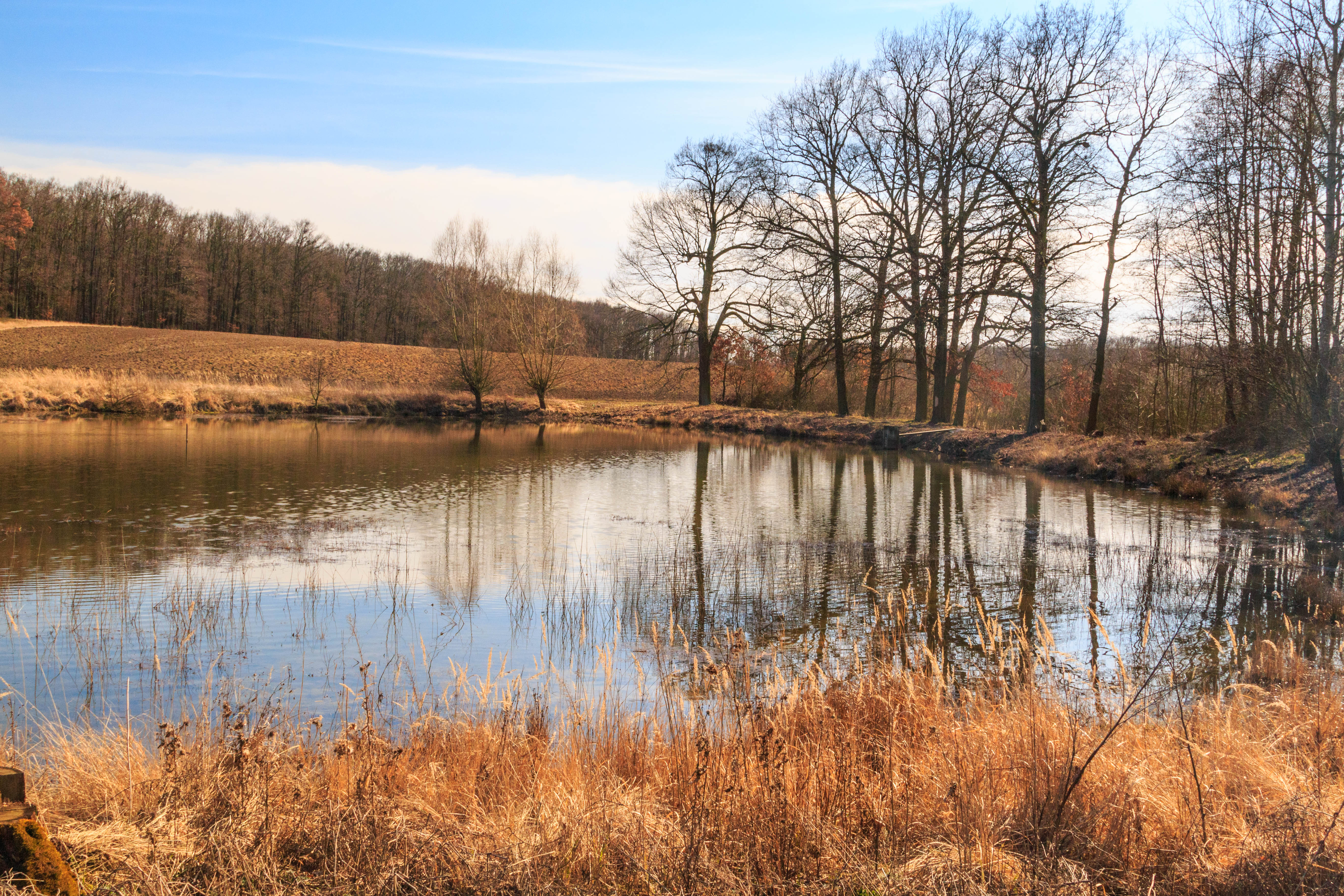
Prostřední běloveský rybník, unterhalb des Dammes befand sich die Feste Nedabylice

## Lage
Die an drei Seiten von Wäldern umgebene Wüstung Nedabylice befindet sich knapp zwei Kilometer nordöstlich des Dorfes Chýšť oberhalb des ehemaligen Teiches Kocouřík im Tal des Baches Starovodský potok. Westlich verläuft die Straße von Chýšť nach Chudeřice. Nordöstlich erhebt sich die Nedabylice (288 m n.m.), im Osten der Soudný (288 m n.m.), südlich die Jitra (272 m n.m.) und im Südosten der Kačerový kopec (271 m n.m.).
Östlich der Dorfwüstung liegen am Rande des Waldes Vrše die drei Waldteiche Běloveské rybníčky. Zwischen dem Dolní běloveský rybník und dem Prostřední běloveský rybník war der Standort der erloschenen Feste Nedabylice⊙.

## Geschichte
Die erste schriftliche Erwähnung von Nedabylice erfolgte im Jahre 1376 als Prädikat des Bransud von Nedabylic. Sedláček sah eine Geländewelle am Teich Kocouřík als Standort des ältesten Sitzes der Zemanen von Nedabylic an, die er als durch einen doppelten Graben mit dazwischen liegender Böschung sowie an einer Seite durch den Teich geschützte Wasserfeste mit Zugang über einen Damm beschrieb. 1378 wurde eine neuerbaute Feste erwähnt, die oberhalb des Dorfes lag und durch Teiche sowie undurchdringliche Wälder geschützt war. 1388 wurde Přibek von Nedabylic und 1407 Myslibor von Nedabylic als Besitzer der Feste erwähnt. Der Überlieferung nach soll Nedabylice während der Hussitenkriege verwüstet worden sein. 1437 kaufte Diviš von Nedabylic die Feste mit den zugehörigen Gütern.
Seit der Mitte des 15. Jahrhunderts führten die Zemanen von Nedabylic nach ihrem Wappen, in dem sie einen weißen Hahn führten, das Prädikat Straka von Nedabylic. Jan Straka, der zwischen 1447 und 1469 nachweislich ist und im Dienste des Raubritters Jan Kolda von Náchod stand, erwarb einige kleine Güter bei Náchod. Letztmals erwähnt wurde das Dorf im Jahre 1480. Im Jahre 1571 wurde Nedabylice im Chlumetzer Urbar als ein zur Herrschaft Chlumetz gehöriges wüstes Dorf mit 23 Strich 21 Záhon (Beete) Ackerland aufgeführt. Ab 1670 überließen die Grafen Kinsky auf Chlumetz die Nedabylicer Wälder dem Selbstwuchs als Urwald.
Im 19. Jahrhundert wurde der Name Nedabylice auf einen Meierhof übertragen. Die Flur wird heute V Nedabylicích genannt.
In einigen Schriften wird Nedabylice mit der nahe gelegenen Dorfwüstung Michnovka verwechselt.